# Vilchivčyk (okres Ťačiv)
Vilchivčyk, ukrajinsky Вільхівчик, maďarsky Olhovcsik, je obec ve Vulchovské vesnické komunitě, v okrese Ťačiv, v Zakarpatské oblasti na Ukrajině. 